# Pościg do Algieru
Pościg do Algieru (ang. Pursuit to Algiers) – amerykański film szpiegowski z 1945 roku w reżyserii Roya Williama Neilla na podst. postaci Sherlocka Holmesa i doktora Watsona stworzonych przez sir Arthura Conana Doyle’a. Dwunasty z czternastu filmów z Basilem Rathbone’em jako Sherlockiem Holmesem i Nigelem Bruce’em jako doktorem Watsonem. Film nie jest adaptacją żadnego utworu Doyle’a, choć niektóre wątki filmu nawiązują do opowiadań: Sprawa Czerwonego Kręgu, Przedsiębiorca budowlany z Norwood oraz Wampirzyca z hrabstwa Sussex tego autora.

## Obsada
- Basil Rathbone – Sherlock Holmes
- Nigel Bruce – dr Watson
- Marjorie Riordan – Sheila Woodbury
- Rosalind Ivan – Agatha Dunham
- Morton Lowry – Steward
- Leslie Vincent – książę Nikolas / „Nikolas Watson”
- Martin Kosleck – Mirko
- Rex Evans – Gregor
- John Abbott – Jodri
- Gerald Hamer – Kingston
- Wee Willie Davis – Gubec
- Tom Dillon – właściciel restauracji
- Frederick Worlock – premier
- Sven Hugo Borg – Johansson